# Minaprin
Minaprine (INN, USAN, BAN) (tên thương hiệu Brantur, Cantor) là một loại thuốc chống trầm cảm ức chế monoamin oxydase được sử dụng ở Pháp để điều trị trầm cảm cho đến khi nó bị rút khỏi thị trường vào năm 1996 vì nó gây co giật.
Một nghiên cứu cho thấy nó hoạt động như một chất ức chế thuận nghịch của MAO-A (RIMA) ở chuột. Trong một nghiên cứu, người ta cũng phát hiện ra rằng ức chế yếu acetylcholinesterase trong homogenates chuột (striatum).